# Muntra musikanter (1930)
Muntra Musikanter (engelska Animal Crackers) är en amerikansk film från 1930 med Bröderna Marx, regisserad av Victor Heerman.

## Bakgrund
Filmen är den andra publicerade filmen med Bröderna Marx. Denna film är den andra långfilmen med filmbolaget Paramount Pictures. Den var ursprungligen en pjäs med samma namn som spelades för utsålda hus på Broadway åren 1928-1929. Filmen är också anmärkningsvärd för att Zeppo Marx får yttra sin enda roliga replik i en film, när han som Grouchos sekreterare läser upp det brev som Groucho just dikterat för honom.
Filmen hade amerikansk premiär den 28 augusti 1930 och släpptes sedan i hela USA den 6 september 1930.

## Handling
Filmen handlar om hur en stulen tavla återfinns. Tavlan stjäls under en bjudning som den rika Mrs. Rittenhouse (Margaret Dumont) håller för att hedra en nyss hemkommen Afrikaforskare. Groucho spelar upptäcktsresanden Captain Jeffrey T. Spaulding och Zeppo hans assistent Horatio Jamison. Tavlan togs med till bjudningen av den berömde konstkännaren Roscoe W. Chandler (Louis Sorin) och stals av betjänten Hives (Robert Greig). 
Vad denne inte visste var att tavlan precis byts ut mot en kopia målad av den okände konstnären John Parker (Hal Thompson) som är kär i Mrs. Rittenhouses dotter Arabella (Lillian Roth). Till bjudningen anländer också musikern signor Emmanuel Ravelli (Chico Marx) och dennes medarbetare The Professor (Harpo Marx). Förväxlingarna kan börja. 
Filmen har flera klassiska scener, bland annat när Chico ber Harpo om en flash (ficklampa) och Harpo som hela tiden missförstår plockar upp en rad olika föremål ur sin rockficka och Grouchos brev till advokatfirman Hungerdunger, Hungerdunger, Hungerdunger, Hungerdunger and McCormick. I slutet på filmen utspelas den stora uppgörelsen innan det lyckliga slutet.

## Kända repliker
- Groucho käbblar med Mrs. Rittenhouse och hon säger: "Captain, detta gör mig mållös." Varpå Groucho svarar: "Se till att det förblir så."
- Groucho berättar om sina äventyr i Afrika. "En morgon sköt jag en elefant iklädd min pyjamas. Hur han kom in i min pyjamas vet jag inte."